# Jorge Berger Ayala
Jorge Berger Ayala (Antofagasta, 24 de julio de 1841 - Santiago, 18 de noviembre de 1918) fue un médico y político radical chileno. Hijo de Osvaldo Berger Jander y Berta Grimanesa Ayala Ayala. Contrajo nupcias con María Angélica Krebs.
Realizó sus estudios en el Liceo de Antofagasta y luego emigró a la capital donde estudió Medicina en la Universidad de Chile, especializándose en Neumología. Hizo clases en la Universidad de Chile|Universidad y emigró al puerto, donde fue médico del Hospital San Juan de Dios.
Miembro del Partido Radical. 
Fue elegido Alcalde de la Municipalidad de Viña del Mar (1891-1894), siendo el primer alcalde elegido con la nueva Ley de Comuna Autónoma, reemplazando a Juan Walker Martínez, quien había sido el último alcalde del Cabildo de la ciudad.